# Sofia Polcanova
Sofia Polcanova ([pɔlˈkaːnova], * 3. September 1994 in Chișinău, Moldau) ist eine österreichische Tischtennisspielerin moldauischer Herkunft. Sie übersiedelte im Alter von 14 Jahren nach Österreich und spielt seit 2008 für Linz AG Froschberg. Bei Europameisterschaften gewann sie zweimal Gold im Einzel und einmal Doppel sowie zweimal Silber im Doppel und Mixed und einmal mit dem Team sowie einmal Bronze im Einzel. Bei Weltmeisterschaften gewann sie einmal Silber im Doppel.

## Leben
Sofia Polcanova, genannt Sonja, wuchs in der moldauischen Hauptstadt Chișinău auf. Für den moldauischen Verband nahm sie an den Tischtennis-Weltmeisterschaften 2007, 2008 und 2009 teil, im Alter von 14 Jahren zog sie 2008 allein nach Linz. Seither spielt sie für Linz AG Froschberg, wo Obmann Günther Renner ihr schnell ein gewisses Potenzial bescheinigte. Ihr großes Vorbild ist Vereinskollegin Liu Jia. Seit 2010 besitzt sie die österreichische Staatsbürgerschaft. 2012 nahm sie das erste Mal für Österreich an der Europameisterschaft teil, bei der sie unter die letzten 32 kam, mit der Mannschaft erreichte sie im Jahr darauf das Viertelfinale. Auf der World Tour gewann sie 2013 den U-21-Wettbewerb der Swedish und Croatia Open und qualifizierte sich so, wie auch im Doppel, für die Grand Finals. Im Jänner 2014 erreichte sie erstmals die Top 100 der Weltrangliste. Im selben Jahr gelang ihr in Magdeburg im Einzel erstmals der Einzug in ein World-Tour-Halbfinale. Bei der Team-EM in Lissabon gewann sie an der Seite von Liu Jia, Li Qiangbing und Amelie Solja die Silbermedaille, nachdem man im Finale gegen Deutschland unterlegen war. Im September 2014 erreichte sie mit Weltranglistenplatz 31 eine vorläufige Bestmarke. 2015 feierte Polcanova ihren ersten Titel auf der World Tour, als sie mit Partnerin Amelie Solja das Doppel bei den Hungarian Open gewann.
Ihre erste Weltmeisterschaft für Österreich war die Team-WM 2016, bei der die Mannschaft die Hauptrunde erreichte und dort den Niederlanden mit 2:3 unterlag. Nach erfolgreicher Qualifikation scheiterte sie bei den Olympischen Sommerspielen 2016 in der zweiten Runde an der Australierin Jian Fang Lay und verpasste damit den Einzug in die Runde der besten 32. Im Teambewerb stieß sie an der Seite von Liu Jia und Li Qiangbing bis ins Viertelfinale vor, wo man in drei Spielen gegen Japan unterlag. Ebenfalls 2016 nahm Polcanova zum ersten Mal am Europe Top 16 teil und belegte dort den 5. Platz, womit sie sich für den World Cup qualifizierte. Dort erreichte sie die Hauptrunde und unterlag Mima Itō mit 2:4.
2017 gewann sie bei der österreichischen Meisterschaft alle drei Titel im Einzel, Doppel und Mixed und nahm für Österreich an ihrer ersten Individual-WM teil, bei der sie unter anderem im Doppel mit Zhang Mo das Achtelfinale erreichte. Sowohl beim Europe Top 16 als auch beim World Cup 2018 sowie bei der Mannschafts-WM kam sie ins Viertelfinale, die Europameisterschaft konnte sie mit drei Medaillengewinnen abschließen: Bronze im Einzel sowie Silber im Doppel und im Mixed. Im Mai war sie zudem auf Platz 1 der Europarangliste vorgerückt, sodass sie beim Europe Top 16 2019 an Position 1 gesetzt war. Mit Bronze gewann sie dort ihre erste Medaille, und Ende des Jahres erreichte sie mit Weltranglistenplatz 14 eine neue Bestmarke.
Bei ihren zweiten Olympischen Spielen 2021 kam sie ins Achtelfinale, das sie gegen Kasumi Ishikawa verlor. 2022 wurde sie bei der Individual-EM in München mit der Rumänin Bernadette Szőcs Europameisterin im Doppel. Durch einen Finalsieg über Nina Mittelham, die beim Stand von 0:2 nach Sätzen wegen einer Schulterverletzung aufgeben musste, gewann sie im Anschluss eine zweite Goldmedaille.
Bei den Olympischen Spielen 2024 erreichte sie als erste Österreicherin das Viertelfinale der Einzelbewerbe, musste sich aber gegen Chen Meng geschlagen geben. Bei den Europameisterschaften im selben Jahr holte sie im Einzelbewerb Gold sowie im Doppel (mit Bernadette Szöcs) und im Mixed-Bewerb (mit Robert Gardos) jeweils Silber.
Im Jahr 2025 konnte sich Polcanova bei der Weltmeisterschaft in Doha ihre erste WM-Medaille sichern. Gemeinsam mit Partnerin Bernadette Szőcs musste sie sich erst im Finale geschlagen geben und gewann damit Silber im Doppel der Damen. Es war die erste WM-Medaille für Österreich seit 2003.
Polcanova ist kurzsichtig und spielt daher mit Kontaktlinsen. Die Linkshänderin betreibt eine offensive Spielweise mit beidseitigem Topspin. Sie ist aktive Sportlerin des Heeressportzentrums des Österreichischen Bundesheers, in welchem sie den Dienstgrad eines Zugsführers innehat.

## Erfolge
Einzel
- Europameisterschaft: Gold 2022, 2024, Bronze 2018
- Europe Top 16: Silber 2023, Bronze 2019, 2020, 2022
- Österreichische Meisterin: 2017, 2018

Doppel
- Weltmeisterschaft: Silber 2025 (mit Bernadette Szőcs)
- Europameisterschaft: Gold 2022 (mit Bernadette Szőcs), Silber 2018 (mit Jana Noskowa) und 2024 (mit Szőcs)
- Österreichische Meisterin: 2013, 2014 (jeweils mit Amelie Solja), 2017 (Li Qiangbing), 2018 (Ines Diendorfer)

Mixed
- Europameisterschaft: Silber 2018 (mit Stefan Fegerl), Bronze 2022, Silber 2024 (jeweils mit Robert Gardos)
- Österreichische Meisterin: 2017, 2018 (jeweils mit Simon Pfeffer)

Mannschaft
- Europameisterschaft: Silber 2014

## Turnierergebnisse
Angegeben sind nur Resultate in der allgemeinen Klasse (ohne Juniorenklasse).
| Verband | Veranstaltung                 | Jahr | Ort            | Land | Einzel        | Doppel        | Mixed         | Team          | U-21          |
| ------- | ----------------------------- | ---- | -------------- | ---- | ------------- | ------------- | ------------- | ------------- | ------------- |
| AUT     | Europameisterschaft           | 2024 | Linz           | AUT  | Gold          | Silber        | Silber        |               |               |
| AUT     | Europameisterschaft           | 2022 | München        | GER  | Gold          | Gold          | Halbfinale    |               |               |
| AUT     | Europameisterschaft           | 2021 | Cluj-Napoca    | ROU  |               |               |               | Viertelfinale |               |
| AUT     | Europameisterschaft           | 2020 | Warschau       | POL  | Viertelfinale |               |               |               |               |
| AUT     | Europameisterschaft           | 2019 | Nantes         | FRA  |               |               |               | 9.–16. Platz  |               |
| AUT     | Europameisterschaft           | 2018 | Alicante       | ESP  | Halbfinale    | Silber        | Silber        |               |               |
| AUT     | Europameisterschaft           | 2017 | Luxemburg      | LUX  |               |               |               | 6. Platz      |               |
| AUT     | Europameisterschaft           | 2016 | Budapest       | HUN  | letzte 32     | letzte 32     | letzte 32     |               |               |
| AUT     | Europameisterschaft           | 2015 | Jekaterinburg  | RUS  | letzte 32     | letzte 32     |               | Viertelfinale |               |
| AUT     | Europameisterschaft           | 2014 | Lissabon       | POR  |               |               |               | Silber        |               |
| AUT     | Europameisterschaft           | 2013 | Schwechat      | AUT  | letzte 64     |               |               | Viertelfinale |               |
| AUT     | Europameisterschaft           | 2012 | Herning        | DEN  | letzte 32     |               |               |               |               |
| AUT     | Europe TOP-16                 | 2025 | Montreux       | SUI  | Viertelfinale |               |               |               |               |
| AUT     | Europe TOP-16                 | 2024 | Montreux       | SUI  | Silber        |               |               |               |               |
| AUT     | Europe TOP-16                 | 2023 | Montreux       | SUI  | Silber        |               |               |               |               |
| AUT     | Europe TOP-16                 | 2022 | Montreux       | SUI  | Halbfinale    |               |               |               |               |
| AUT     | Europe TOP-16                 | 2021 | Thessaloniki   | GRC  | Viertelfinale |               |               |               |               |
| AUT     | Europe TOP-16                 | 2020 | Montreux       | SUI  | 3. Platz      |               |               |               |               |
| AUT     | Europe TOP-16                 | 2019 | Montreux       | SUI  | 3. Platz      |               |               |               |               |
| AUT     | Europe TOP-16                 | 2018 | Montreux       | SUI  | Viertelfinale |               |               |               |               |
| AUT     | Europe TOP-16                 | 2017 | Antibes        | FRA  | 9.–12. Platz  |               |               |               |               |
| AUT     | Europe TOP-16                 | 2016 | Gondomar       | POR  | 5. Platz      |               |               |               |               |
| AUT     | Europaspiele                  | 2023 | Krakau         | POL  | Achtelfinale  |               | Viertelfinale | 9.–12. Platz  |               |
| AUT     | Europaspiele                  | 2019 | Minsk          | BLR  | Achtelfinale  |               | Achtelfinale  | Viertelfinale |               |
| AUT     | Europaspiele                  | 2015 | Baku           | AZE  | Achtelfinale  |               |               |               |               |
| AUT     | Olympische Spiele             | 2024 | Paris          | FRA  | Viertelfinale |               |               |               |               |
| AUT     | Olympische Spiele             | 2021 | Tokio          | JPN  | Achtelfinale  |               | Achtelfinale  | Achtelfinale  |               |
| AUT     | Olympische Spiele             | 2016 | Rio de Janeiro | BRA  | letzte 64     |               |               | Viertelfinale |               |
| AUT     | Olympiaqualifikation (Europa) | 2016 | Halmstad       | SWE  | Viertelfinale |               |               |               |               |
| AUT     | Grand Smash                   | 2025 | Singapur       | SGP  | Achtelfinale  | Halbfinale    | Viertelfinale |               |               |
| AUT     | Grand Smash                   | 2022 | Singapur       | SGP  | Viertelfinale | Halbfinale    |               |               |               |
| AUT     | ITTF Challenge Series         | 2017 | Zagreb         | CRO  | Silber        |               |               |               |               |
| AUT     | WTT Series (Star Contender)   | 2024 | Doha           | QAT  | letzte 32     | Halbfinale    | Qual.         |               |               |
| AUT     | WTT Series (Contender)        | 2023 | Doha           | QAT  |               | Halbfinale    | Viertelfinale |               |               |
| AUT     | WTT Series (Star Contender)   | 2022 | Budapest       | HUN  | Achtelfinale  | Halbfinale    |               |               |               |
| AUT     | WTT Series (Contender)        | 2022 | Zagreb         | HRV  | letzte 32     | Halbfinale    | Viertelfinale |               |               |
| AUT     | WTT Series (Contender)        | 2021 | Tunis          | TUN  | Halbfinale    |               | Viertelfinale |               |               |
| AUT     | World Tour                    | 2019 | Olmütz         | CZE  | Viertelfinale |               | Halbfinale    |               |               |
| AUT     | World Tour                    | 2019 | Panagjurischte | BUL  | letzte 32     | Halbfinale    | Viertelfinale |               |               |
| AUT     | World Tour                    | 2017 | Linz           | AUT  | letzte 32     | Halbfinale    |               |               |               |
| AUT     | World Tour                    | 2017 | Olmütz         | CZE  | Achtelfinale  | Halbfinale    |               |               |               |
| AUT     | World Tour                    | 2016 | Tokio          | JPN  | letzte 32     |               |               |               |               |
| AUT     | World Tour                    | 2016 | Kuwait         | KUW  | letzte 32     | Achtelfinale  |               |               |               |
| AUT     | World Tour                    | 2016 | Berlin         | GER  | letzte 64     |               |               |               |               |
| AUT     | World Tour                    | 2015 | Stockholm      | SWE  | letzte 64     |               |               |               | Achtelfinale  |
| AUT     | World Tour                    | 2015 | Warschau       | POL  | letzte 64     |               |               |               | Achtelfinale  |
| AUT     | World Tour                    | 2015 | Wels           | AUT  | Viertelfinale | Achtelfinale  |               |               | letzte 32     |
| AUT     | World Tour                    | 2015 | Olmütz         | CZE  | letzte 64     | Achtelfinale  |               |               | Viertelfinale |
| AUT     | World Tour                    | 2015 | Budapest       | HUN  | Achtelfinale  | Gold          |               |               | Viertelfinale |
| AUT     | World Tour                    | 2014 | Olmütz         | CZE  | Achtelfinale  | Achtelfinale  |               |               | Silber        |
| AUT     | World Tour                    | 2014 | Zagreb         | CRO  | Achtelfinale  |               |               |               | Gold          |
| AUT     | World Tour                    | 2014 | Almería        | ESP  | letzte 32     | Achtelfinale  |               |               | Gold          |
| AUT     | World Tour                    | 2014 | Magdeburg      | GER  | Halbfinale    | Viertelfinale |               |               |               |
| AUT     | World Tour                    | 2014 | Doha           | QAT  | letzte 32     | Viertelfinale |               |               | Halbfinale    |
| AUT     | World Tour                    | 2014 | Szombathely    | HUN  | letzte 32     |               |               |               | Gold          |
| AUT     | World Tour                    | 2013 | Stockholm      | SWE  | Qual.         | Viertelfinale |               |               | Gold          |
| AUT     | World Tour                    | 2013 | Berlin         | GER  | Qual.         | Viertelfinale |               |               | Achtelfinale  |
| AUT     | World Tour                    | 2013 | Spała          | POL  | letzte 64     | Viertelfinale |               |               | Achtelfinale  |
| AUT     | World Tour                    | 2013 | Olmütz         | CZE  | letzte 32     | Achtelfinale  |               |               | Viertelfinale |
| AUT     | World Tour                    | 2013 | Zagreb         | CRO  | Viertelfinale |               |               |               | Gold          |
| AUT     | World Tour                    | 2013 | Incheon        | KOR  |               | Achtelfinale  |               |               | Achtelfinale  |
| AUT     | World Tour                    | 2013 | Doha           | QAT  | letzte 64     | Viertelfinale |               |               | Achtelfinale  |
| AUT     | World Tour                    | 2013 | Wels           | AUT  | letzte 64     | Achtelfinale  |               |               | Achtelfinale  |
| AUT     | World Tour                    | 2012 | Posen          | POL  | letzte 64     | Viertelfinale |               |               | letzte 32     |
| AUT     | World Tour                    | 2012 | Velenje        | SLO  | letzte 64     | Achtelfinale  |               |               | Achtelfinale  |
| AUT     | World Tour                    | 2012 | Budapest       | HUN  |               | Achtelfinale  |               |               | Achtelfinale  |
| AUT     | Pro Tour                      | 2011 | Schwechat      | AUT  | Qual.         | letzte 64     |               |               | Achtelfinale  |
| AUT     | Pro Tour                      | 2010 | Wels           | AUT  | Qual.         | letzte 32     |               |               | Achtelfinale  |
| AUT     | Pro Tour                      | 2010 | Budaörs        | HUN  | letzte 64     | letzte 32     |               |               |               |
| AUT     | WTT Finals                    | 2024 | Fukuoka        | JPN  | Achtelfinale  |               |               |               |               |
| AUT     | WTT Cup Finals                | 2021 | Singapur       | SGP  | Achtelfinale  |               |               |               |               |
| AUT     | ITTF Finals                   | 2020 | Zhengzhou      | CHN  | Achtelfinale  |               |               |               |               |
| AUT     | World Tour Grand Finals       | 2014 | Bangkok        | THA  |               |               |               |               | Qual.         |
| AUT     | World Tour Grand Finals       | 2013 | Dubai          | UAE  |               | Viertelfinale |               |               | Qual.         |
| AUT     | Weltmeisterschaft             | 2025 | Doha           | QAT  | letzte 64     | Silber        | Achtelfinale  |               |               |
| AUT     | Weltmeisterschaft             | 2024 | Busan          | KOR  |               |               |               | 17.–24. Platz |               |
| AUT     | Weltmeisterschaft             | 2023 | Durban         | RSA  | letzte 128    | Viertelfinale | Achtelfinale  |               |               |
| AUT     | Weltmeisterschaft             | 2021 | Houston        | USA  | letzte 128    | letzte 32     |               |               |               |
| AUT     | Weltmeisterschaft             | 2019 | Budapest       | HUN  | letzte 32     | letzte 32     | Achtelfinale  |               |               |
| AUT     | Weltmeisterschaft             | 2018 | Halmstad       | SWE  |               |               |               | Viertelfinale |               |
| AUT     | Weltmeisterschaft             | 2017 | Düsseldorf     | GER  | letzte 64     | Achtelfinale  | letzte 64     |               |               |
| AUT     | Weltmeisterschaft             | 2016 | Kuala Lumpur   | MAS  |               |               |               | 9.–12. Platz  |               |
| MDA     | Weltmeisterschaft             | 2009 | Yokohama       | JPN  | Qual.         |               | letzte 128    |               |               |
| MDA     | Weltmeisterschaft             | 2008 | Guangzhou      | CHN  |               |               |               | Platz 50      |               |
| MDA     | Weltmeisterschaft             | 2007 | Zagreb         | CRO  | Qual.         | Qual.         | Qual.         |               |               |
| AUT     | World Cup                     | 2025 | Macau          | MAC  | Achtelfinale  |               |               |               |               |
| AUT     | World Cup                     | 2024 | Macau          | MAC  | Achtelfinale  |               |               |               |               |
| AUT     | World Cup                     | 2020 | Weihai         | CHN  | Achtelfinale  |               |               |               |               |
| AUT     | World Cup                     | 2019 | Chengdu        | CHN  | Viertelfinale |               |               |               |               |
| AUT     | World Cup                     | 2018 | Chengdu        | CHN  | Viertelfinale |               |               |               |               |
| AUT     | World Cup                     | 2016 | Philadelphia   | USA  | Achtelfinale  |               |               |               |               |

## Auszeichnungen (Auszug)
- 2022: Sportlerin des Jahres[30]